# Psychotria gaitalensis
Psychotria gaitalensis är en måreväxtart som beskrevs av Charlotte M. Taylor. Psychotria gaitalensis ingår i släktet Psychotria och familjen måreväxter. Inga underarter finns listade i Catalogue of Life.